# 해군소장
해군소장은 해군의 군사 계급이다. 장성급 장교에 속한다.

## 설명
해군소장은 해군준장의 윗계급이자 해군중장의 아래 계급으로 후방제독이라고도 불린다. 해군소장은 해군을 운영하는 국가들에서 운영하며 해군준장을 보좌하는 역할을 주로 수행하고 해군의 2성 장군이 해군소장에 속한다. 해군소장이란 용어는 해군 항해가 본격적으로 이뤄지는 중세부터 유래했으며 영국 왕립 해군에서 제일 먼저 유래되었다. 각나라의 해군에서 운영하는 함대에는 제독이 수장으로 배정되었으며 제독은 중앙 함선에서 지휘하고 함대의 활동을 지시했다. 제독은 차례로 부제독의 도움을 받았고  전시에 선두 함선을 직접 지휘했다. 함대의 후방에서는 세번째 제독이 나머지 함선을 지휘했으며 이 부분은 가장 위험이 적은 것으로 간주되었기 때문에 이를 지휘하는 제독은 일반적으로 가장 하급자였고 이것은 현대까지 계속되었다.

## 같이 보기
- 해군
- 장성급 장교
- 제독